# Manuel Ruiz Sosa
Manuel Ruiz Sosa (Coria del Río, 10 aprile 1937 – Siviglia, 12 dicembre 2009) è stato un calciatore e allenatore di calcio spagnolo, di ruolo centrocampista.

## Carriera
Ha vinto con l'Atlético Madrid una coppa di Spagna (1964-1965) e una Liga (1965-1966).

## Palmarès

### Giocatore

#### Competizioni nazionali
- Campionato spagnolo: 1

Atletico Madrid: 1965-1966
- Coppa di Spagna: 1

Atletico Madrid: 1964-1965

### Allenatore

#### Competizioni nazionali
- Tercera División (Spagna): 1

Real Jaén: 1975-1976
- Segunda División B: 1

Granada: 1982-1983